# Плакса-вбивця
Плакса-вбивця (англ. The Cry Baby Killer) — американський трилер 1958 року.

## Сюжет
Джиммі Воллес молодий хлопець, у якого відбив дівчину місцевий хуліган Менні Коул. Між ними починається бійка, в ході якої Джиммі підбирає пістолет, який впустив один з хуліганів і випадково стріляє в Коула. У паніці, щоб уникнути покарання, він бере в заручники кілька людей. Поліція оточує будівлю і наказує йому добровільно здатися, але Джиммі не має наміру цього робити.

## У ролях
| Актор              | Роль                     |
| ------------------ | ------------------------ |
| Гаррі Лоутер       | лейтенант поліції Портер |
| Джек Ніколсон      | Джиммі Воллес            |
| Каролін Мітчелл    | Керол Філдс              |
| Бретт Гелсі        | Менні Коул               |
| Лінн Картрайт      | Джулі                    |
| Ральф Рід          | Джої                     |
| Джон Шей           | поліцейський Геннон      |
| Барбара Надсон     | місіс Макстон            |
| Вільям А. Форестер | Карл Макстон             |
| Джон Від           | сержант Рід              |